# Genia Kühmeier
Genia Kühmeier, född 1975 i Salzburg, är en österrikisk sopran.

## Biografi
Genia Kühmeier växte upp i Grödig. Hon började först på en utbildning som barnpedagog men 1993 bytte hon bana och fram till 1997 studerade hon sångpedagogik vid universitet Mozarteum, en skola för sång och scenkonst i Salzburg. 1997 började hon studera solosång vid "Universität für Musik und darstellende Kunst" i Wien. Där deltog hon i mästarkurser för Ruthilde Boesch, Marjana Lipovsêk och Margarita Lilowa. År 2002 vann hon den åttonde internationella Mozarttävlingen i Salzburg i solosång.
2003 blev Kühmeier som Karajan-stipendiat medlem av ensemblen på Wiener Staatsoper. Där spelade hon rollen som Inès i Gaetano Donizettis La Favorite. I april 2003 debuterade hon på Wiener Staatsoper i rollen som Pamina i Mozarts Trollflöjten, en roll hon ofta spelat även senare.
Vid festspelen i Salzburg 2005 och 2006 sjöng hon rollen som Pamina under musikalisk ledning av Riccardo Muti. Vid återinvigningen av Wiener Staatsoper 50 år efter andra världskriget spelade hon rollen som Sophie i Rosenkavaljeren av Richard Strauss. 2007 sjöng hon sopranpartierna i Brahms Ein deutsches requiem under ledning av Nikolaus Harnoncourt.
I  november 2007 gjorde Genia Kühmeier USA-debut med Pamina i Mozarts Trollflöjten på Metropolitan Opera i New York och senare samma år sjöng hon Ilia ur Idomeneo av Mozart i San Francisco samt rollen som Micaela ur Carmen av G. Bizet i Los Angeles.
Säsongen 2010/2011 gjorde hon Pamina i Trollflöjten vid "die Bayerische Staatsoper" och åter på Wiener Staatsoper. Hon gav även konserter i München under ledning av Mariss Jansons i Wien med Nikolaus Harnoncourt och i Geneve under Marek Janowski. I december framträdde hon i den traditionella galan "Christmas in Vienna" på Wiens konserthus.
Genia Kühmeier är gift och lever med två barn i Österrike. I april 2014 blev det känt att hennes man Martin Siebzehnriebl avlidit  i mars.

## Repertoar
- Beethoven, Fidelio / Marzelline,
- Bizet, Carmen / Micaela
- Donizetti, La Favorite (frz.) / Inès,  L'Elisir d'amore / Adina
- Gluck, Iphigénie en Aulide / Diane, Orpheus / Euridice
- Offenbach, Antonia
- Mozart, Trollflöjten / Pamina, Don Giovanni / Donna Anna, Idomeneo / Ilia, La Finta Giardiniera / Sandrina, Figaros Bröllop / Grevinnan.
- Salieri, L'Europa Riconosciuta / Asterio
- Strauss,  Arabella / Zdenka
- Wagner, Parsifal / Första blomsterflickan